# Pol Pla
Pol Pla Vegué (San Cugat del Vallés, 18 de febrero de 1993) es un jugador de rugby español que juega con la selección española de rugby 7.

## Carrera
Compitió con la selección española de rugby 7 en los Juegos Olímpicos de Río de Janeiro 2016. También formó parte del plantel que consiguió la última plaza de clasificación para los Juegos Olímpicos en Mónaco.
Debutó con la selección española de rugby 7  el 17 de octubre de 2015 en un torneo en Elche. Logró asentarse con la selección en la serie mundial de rugby 7 en 2017, después de ganar el torneo clasificatorio de Hong Kong. Es el jugador de la selección española con más ensayos en la serie mundial de rugby 7 de la historia.
En 2023 y 2024 participó con Monaco Rugby Sevens en el torneo de verano de rugby 7, el Supersevens, donde alcanzó la segunda y la tercera plaza respectivamente.
Durante la temporada 2024-25 del circuito mundial de rugby 7, en el torneo de Dubái, Pol Pla alcanzó los 100 ensayos con la selección española y llegó a la primera final de la historia de España de un torneo de rugby 7 donde consiguieron la plata tras perder en la final contra Fiyi por 5 a 19.  
En esa misma temporada, en el Seven de Hong Kong 2025, Pol Pla alcanzó los 50 torneos internacionales en las Series Mundiales de Rugby 7 con la selección española.
Finalmente logró con España el subcampeonato en las Series Mundiales de Rugby 7, perdiendo en la final frente a Sudáfrica por 5 a 19.
Su destacada actuación le valió ser incluido en el equipo ideal de la temporada 2024-25 de las Series Mundiales, reconocimiento que compartió con su compatriota Manuel Moreno y otras figuras destacadas del circuito, como Luciano González Rizzoni y Marcos Moneta. Además, Pla fue nominado al premio de mejor jugador del torneo, aunque finalmente el galardón fue otorgado al argentino González Rizzoni.

## Vida personal
La hermana mayor de Pla, Bárbara Pla, también compitió en los Juegos Olímpicos con la selección femenina de rugby 7 de España.